# La Madone des sleepings
Pour les articles homonymes, voir La Madone des sleepings (homonymie).
La Madone des sleepings est un roman du journaliste et grand reporter Maurice Dekobra paru en 1926 aux Éditions Baudinière. 
Ce roman, qui remporta un vif succès lors de sa sortie, décrit les péripéties ferroviaires d'une jeune veuve qui vit des aventures passionnées en plein cœur des années folles avec comme toile de fond historico-politique, les débuts de l'Union soviétique au lendemain de la guerre civile russe.
Selon la nécrologie de Maurice Dekobra, publiée en 1973 par le quotidien Le Monde, le roman aurait été « traduit en trente-deux langues, dont le persan, l'hébreu et le bengali ».
Le roman a été adapté deux fois pour le cinéma français (en 1928 et en 1955).

## Signification du titre
Autrefois, notamment durant la Belle Époque et les Années folles, le « sleeping » (contraction du mot anglais sleeping-car) désignait un wagon-lit et par métonymie, le compartiment du wagon-lit où s'installe le voyageur. Dans son roman Les Grandes Familles qui se déroule durant la même période (mais écrit en 1948), Maurice Druon utilise, lui aussi, le terme de « sleeping ». 

## Résumé

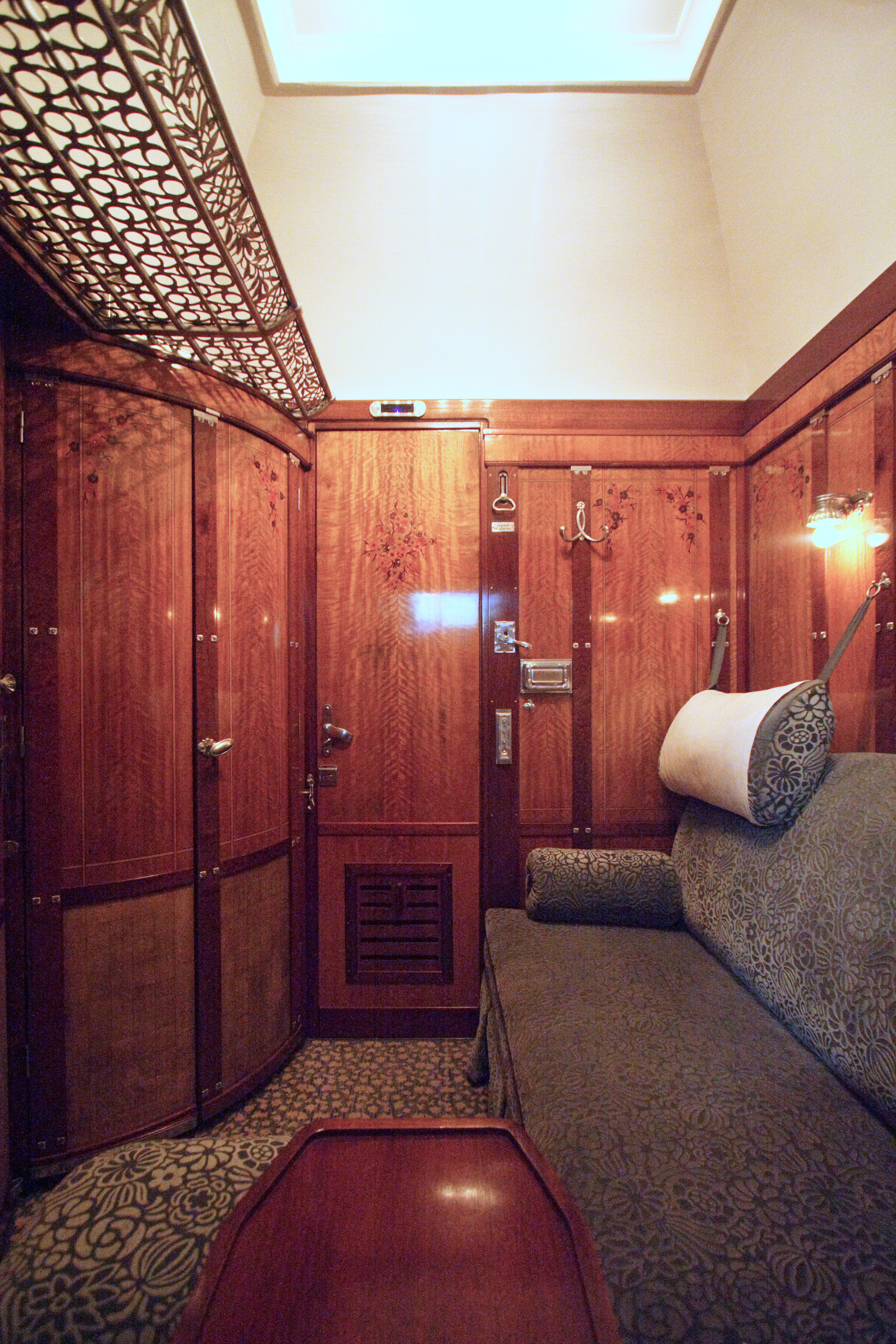
Compartiment (sleeping) d'un wagon-lit.

Lady D. (Diana Wynham) est une jeune veuve aux mœurs assez libres mais totalement désargentée en raison d'événements divers. Accompagnée par son secrétaire, le prince Seliman (qui est le narrateur du récit), elle décide de se lancer à la conquête du camarade Varichkine, le délégué bolchevik à Berlin. 
Cet apparatchik est très précieux pour elle car, grâce à lui, elle pourra obtenir l'autorisation d'exploiter les champs de pétrole dont son mari avait fait l'acquisition avant que la Russie ne devienne soviétique. La veuve tombe sous le charme inattendu de cet homme assez sanguinaire mais elle est aussitôt confrontée à la jalousie féroce de la jeune et séduisante Irina Mouravieff, femme proche et maîtresse du délégué Varichkine,.

## Personnages
- Lady Diana Wynham (Lady D.) : écossaise, veuve d'un ambassadeur britannique, une femme très séduisante qui sait jouer de son pouvoir de séductions lors de ses voyages en train.
- Prince Seliman (Gérard Dextrier) : français, secrétaire de Lady D., narrateur du récit, séparé de son épouse américaine pour cause d'infidélité (voir le roman Mon cœur au ralenti).
- Varichkine : soviétique, délégué de la Russie bolchevique à Berlin
- Irina Mouravieff : soviétique, commissaire de la Tchéka, femme également très séduisante, mais sans pitié envers les ennemis de la patrie du communisme.

## Citation
Le récit débute ainsi : 
« Lady Diana Wynham avait allongé sur un cube de velours havane ses jolies jambes, moulées dans les fuseaux arachnéens de deux 44 fin. Son buste était caché
derrière le paravent blanc du Times éployé entre ses bras nus... »

## Entre psychanalyse et communisme, le roman d'une époque
Selon l'enseignant-chercheur de littérature belge et française Paul Aron, ce roman évoque deux événements : l'un relevant d'une discipline médicale et concernant chaque individu (l’avènement de la psychanalyse) et l'autre dans l’espace politique, concernant toute la société (la révolution russe). Il reconnait une certaine perspicacité de la part de l'auteur Maurice Dekobra, bien inscrit dans son époque, la période dite d'« entre-deux-guerres ».
Paul Aron note surtout que la politique internationale prend une place considérable dans le roman pour laquelle l'auteur n'hésite pas à inclure de nombreuses digressions et descriptions sur ce thème « sans crainte de lasser ». En outre, alors que ce roman parait lors de la seconde topique des œuvres de Sigmund Freud et moins de deux ans après la publication du manifeste du surréalisme, une scène indique que l'auteur possède une bonne connaissance de la psychanalyse.

## Réception et critiques

### Lors de la sortie du roman en 1926
Appuyé par une campagne promotionnelle, le roman, considéré comme un best-seller de l'époque, est vendu à trois cent mille exemplaires durant l'année de sa sortie (le titre a dépassé les 400 000 exemplaires un an après sa parution) ce qui accentue encore un peu plus la popularité de son auteur, présenté comme le père de la « littérature cosmopolite » et un écrivain « à la mode »,.

### Lors de la réédition du roman en 2003

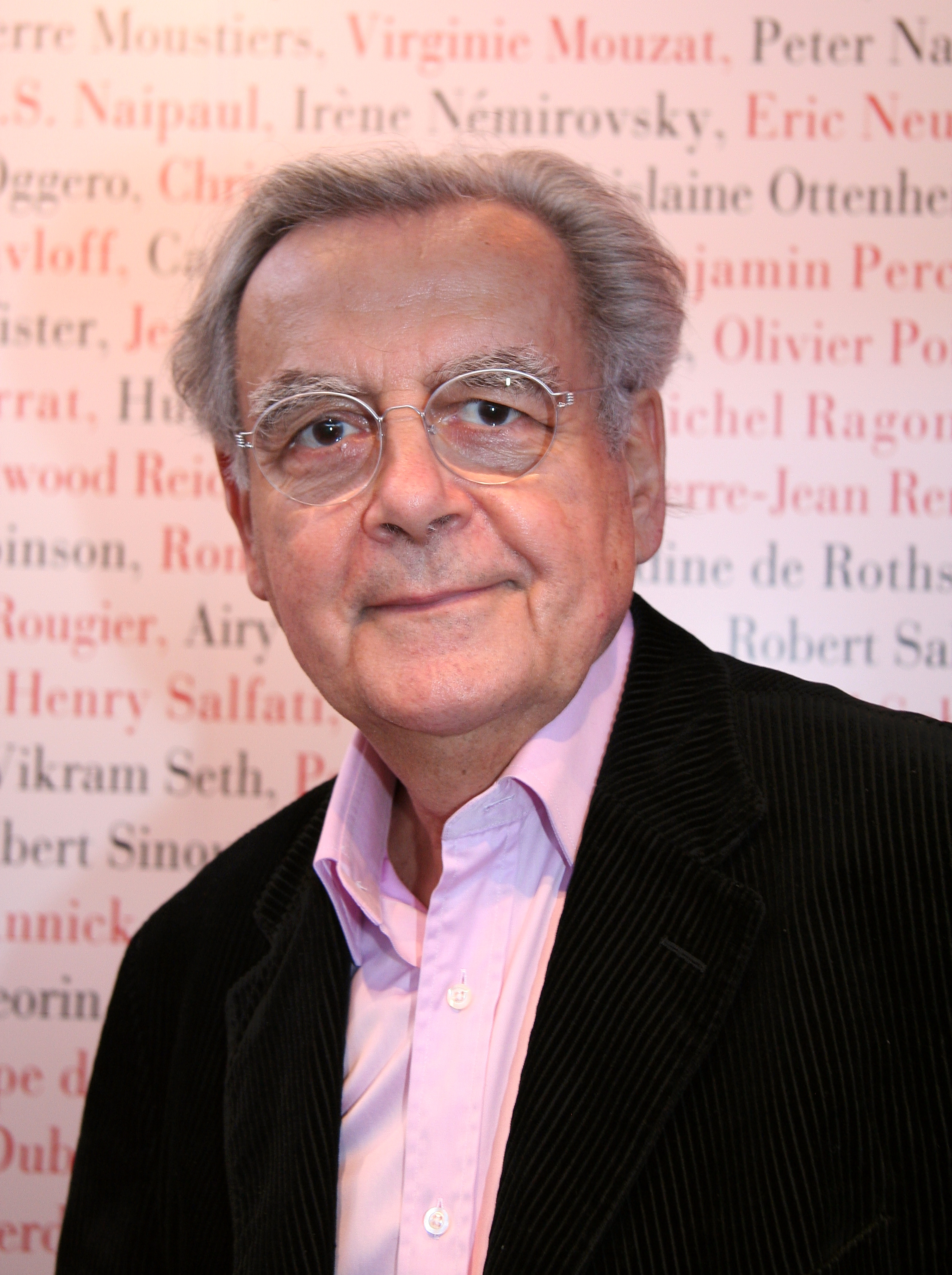
Bernard Pivot est un admirateur du roman de Maurice Dekobra

À l'occasion de la réédition du livre de Maurice Dekobra en 2006 par les éditions Zulma (sur le conseil d'Alfred Eibel, critique littéraire), de nombreux commentaires de journalistes et de critiques littéraires sont publiés dans la presse, dont notamment :
- le journaliste Bernard Pivot revient sur ce roman qu'il considère comme une « légende ». Il présente cette œuvre comme « la référence d'une littérature policière audacieuse, déjantée, un sommet du kitch des années folles ».

- l'écrivain et critique littéraire Pierre-Robert Leclercq évoque « l'élégance d'un vocabulaire, d'un humour et d'une virtuosité de l'écriture » en ajoutant que cette « madonne est encore bien séduisante » et ne tarit pas d'éloge sur la « fraîcheur » du récit qui s'inscrit bien dans son époque.

- l'écrivain François Taillandier considère, quant à lui, que ce roman « commence en roman libertin, se poursuit en roman d'espionnage et s'achève un peu moins bien » mais, il reconnait les qualités du style « art déco » de l'auteur.

En revanche, l'écrivain français Jean Dutourd apporte, au travers de son livre Les dégoûts de la vie une attaque assez féroce contre le roman de Maurice Dekobra qu'il qualifie de « mauvaise littérature », mais il reconnaît cependant que « tout n'est pas ridicule » dans l'œuvre de cet auteur.

## Influences et traductions

### Adaptations
Deux œuvres cinématographiques ont adapté ce roman, le tournage de la première adaptation débuta l'année qui suivit la publication du roman :

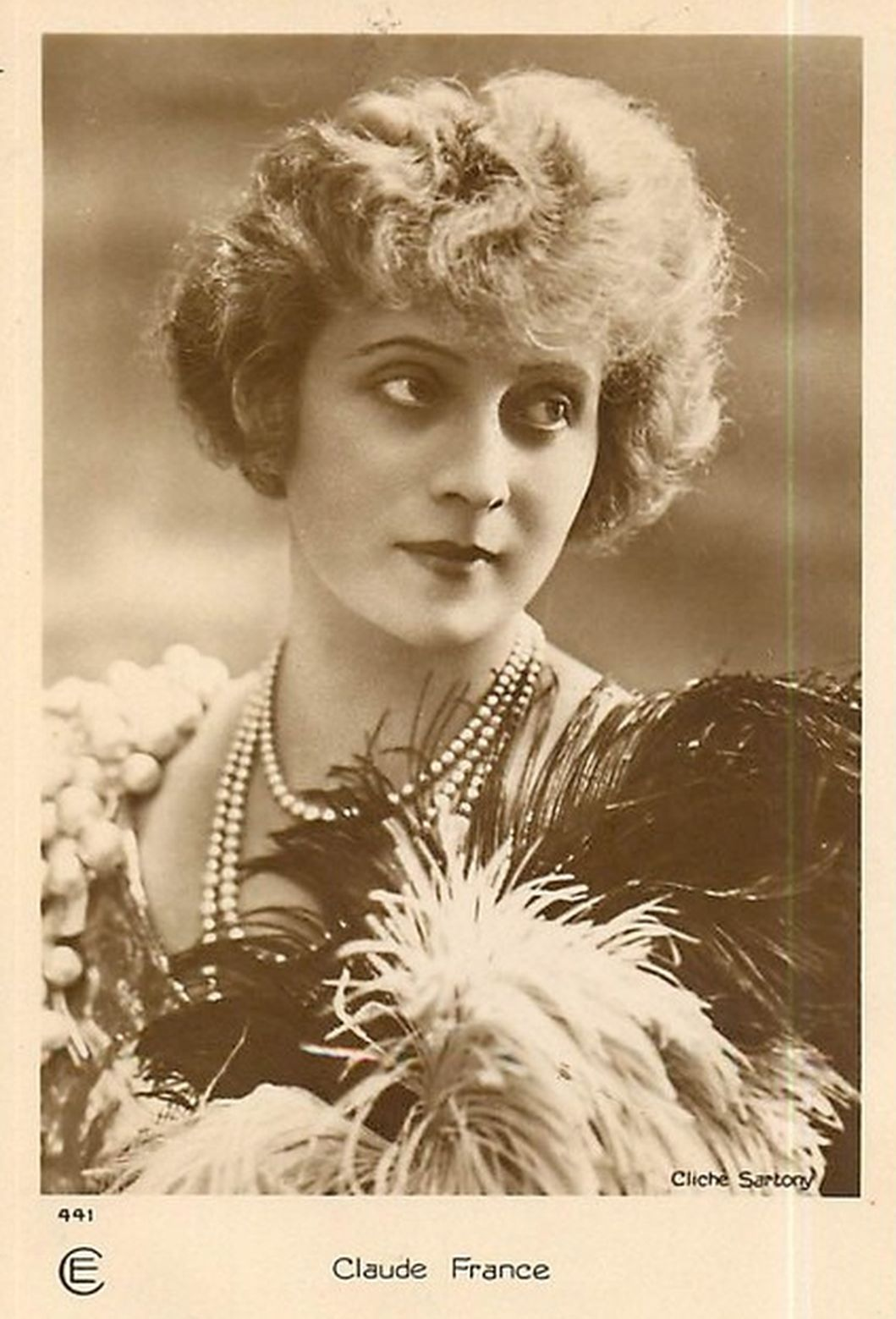
Claude France interprète le rôle de Lady D. dans la première adaptation cinématpgraphique.

- 1928 : La Madone des sleepings est un film français (muet) réalisé par Maurice Gleize et Marco de Gastyne, avec Claude France dans le rôle de Lady D. (Diana Wyndham) et Olaf Fjord, dans le rôle du Gérard Dextrier (Prince Selimane). Dans ce film qui reste assez fidèle au roman, lady Diana n'est pas seulement la propriétaire de champ de pétrole mais d'une mine d'uranium.

- 1955 : La Madone des sleepings est un film français réalisé par Henri Diamant-Berger, avec Gisèle Pascal dans le rôle de Lady D. (Diana Wyndham) et Philippe Mareuil, dans le rôle de Gérard Dextrier (le Prince Selimane). Dans ce film qui prend plus de liberté avec le roman que le précédent, Lady Diana est propriétaire d'un gisement d'uranium dans un pays sud-américain, ce qui éveille les convoitises de différentes puissances nucléaires[12].

### Autour du roman
En 1924, Maurice Dekobra avait publié le roman Mon cœur au ralenti qui précède dans la chronologie La Madonne des sleepings. Celui-ci présente les aventures et les déboires de Gérard Dextrier qui devient ensuite le prince Sélimane, avant de rencontrer Lady Diana Wynham.
En 1972, ce même auteur publie son dernier roman intitulé La Madone des Boeings qui narre les aventures de Monica da Morra, la propre fille de lady Diana Wynham, hôtesse de l'air dans une grande compagnie aérienne américaine et qui tente par tous les moyens de recouvrer l'héritage de son père.
En 1989, l'écrivain et scénariste français Tonino Benacquista publie un roman policier dénommé La Maldonne des sleepings, dont le titre est clairement adapté du roman de Maurice Dekobra.
En 1993, l'auteur de romans policiers français Frédéric Dard parodie le roman en publiant La Matronne des sleepings dans la célèbre série San-Antonio, la lady écossaise  étant remplacée par  la baronne Van Trickhül.
En 1999, la femme de lettres britannique Madeleine Wickham (qui écrit généralement sous le nom de Sophie Kinsella) publie un roman, La Madone des enterrements, évoquant l'histoire d'une jeune femme attirée par l'argent qui passe son temps à séduire de riches veufs afin de les dépouiller.
La philosophe et essayiste Marie-Joseph Bertini déclare, dans un texte publié en 2007 que « le personnage de Lady Diana Wynham rendit si célèbre la compagnie des wagons-lits qu'aujourd'hui encore celle-ci lui rend hommage à travers ses dépliants publicitaires ».